# Bhusnoor, Aland
Bhusnoor là một làng thuộc tehsil Aland, huyện Gulbarga, bang Karnataka, Ấn Độ.